# Moulin à vent du Rat
Le moulin à vent du Rat est un moulin situé à Challain-la-Potherie, en France.

## Localisation
Le moulin est situé dans le département français de Maine-et-Loire, sur la commune de Challain-la-Potherie.

## Historique
L'édifice est inscrit au titre des monuments historiques en 1975.